# Кудрявцев Олексій Миколайович
Олексі́й Микола́йович Кудря́вцев (8 квітня 1984 — 14 липня 2014) — рядовий міліції МВС України, учасник російсько-української війни.

## Життєпис
Народився 1984 року в селі Урзуф (тоді Першотравневий район, Донецька область). Після служби в армії навчався в Маріуполі у філії Одеської морської академії, де здобув професію механіка. Ходив у рейси, побував у багатьох країнах світу. У травні 2014 року пішов добровольцем на фронт захищати рідну Україну на Донеччині.
В часі війни — рядовий міліції батальйону патрульної служби міліції особливого призначення «Артемівськ».
14 липня 2014 року взятий у полон бандою Безлера в районі міста Горлівка — зупинили рейсовий автобус, у якому перебував Олексій, що прямував до міста Артемівськ, де проходив службу. Під час перевірки документів та обшуку речей пасажирів терористи знайшли в Олексія міліцейську форму й посвідчення співробітника батальйону міліції — після чого примусово затримали.
Тіло вбитого захисника бойовики вивезли, його місцезнаходження невідоме.
Начальник Донецької національної поліції В'ячеслав Аброськін 2015 року повідомив: слідство встановило, що Безлер після допиту розстріляв полоненого Олексія.
Без Олексія лишились батьки, дружина та двоє дітей. Один син 5-класник, другому 2 роки.
Липнем 2016 року суд своїм рішенням задовольнив заяву щодо встановлення факту смерті Олексія Кудрявцева.
Станом на березень 2022 року не похований.

## Нагороди та вшанування
- указом Президента України № 42/2018 від 26 лютого 2018 року «за особисту мужність і самовіддані дії, виявлені у захисті державного суверенітету та територіальної цілісності України, зразкового виконання військового обов'язку» — нагороджений орденом «За мужність» III ступеня (посмертно)[4]